# Marie af Brabant, dronning af Frankrig
Marie af Brabant (13. maj 1254 - 12. januar 1322) var dronning af Frankrig fra 1274 indtil 1285 som anden hustru til Kong Filip 3. Født i Leuven, Brabant, var hun en datter af Henrik 3., hertug af Brabant og Adelheid af Burgund.

## Dronning
Marie giftede sig med enkemanden Filip 3. af Frankrig den 21. august 1274. Hans første hustru, Isabella af Aragonien, havde allerede født tre overlevende sønner: Ludvig, Filip og Karl.
Filip var under stærk indflydelse fra sin mor, Margrete af Provence, og hans favorit, læge og kammerherre (Chambellan) Pierre de La Broce. Da hun ikke var fransk, følte Marie sig uden for i det franske hof. I 1276 døde Maries stedsøn Ludvig under mistænkelige omstændigheder. Marie blev mistænkt for at have beordret ham forgiftet. La Brosse, der også blev mistænkt, blev fængslet og senere henrettet for drabet.

## Enkedronning
Efter Filip 3.'s død i 1285 mistede Marie noget af sin politiske indflydelse og dedikerede sit liv til deres tre fælles børn: Ludvig (maj 1276 - 19. maj 1319), Blanka (1278 - 19. marts 1305) og Margrete (død i 1318). Hendes stedsøn Filip 4. blev kronet til konge af Frankrig den 6. januar 1286 i Reims.
Sammen med Johanne 1. af Navarra og Blanka af Artois forhandlede hun fred i 1294 mellem England og Frankrig med Edmund Krogryg, den yngre bror til Edvard 1. af England.
Marie levede gennem Filip 4.'s regeringstid, og hun overlevede sine børn. Hun døde i 1322, 67 år gammel, i klosteret i Les Mureaux, nær Meulan, hvor hun havde trukket sig tilbage i 1316. Marie blev ikke begravet i den kongelige nekropolis i Saint-Denis Basilikaen, men i Cordeliers-klosteret i Paris. Kirken blev ødelagt i en brand i 1580 og blev genopbygget i de følgende år.